# Microrregión del Curimataú Occidental
La microrregión del Curimataú Occidental es una de las microrregiones del estado brasileño de Paraíba perteneciente a la mesorregión Agreste Paraibano. Su población fue estimada en 2006 por el IBGE en 110.457 habitantes y está dividida en once municipios. Posee un área total de 3.878,476 km².

## Municipios
- Algodão de Jandaíra
- Arara
- Barra de Santa Rosa
- Cuité
- Damião
- Nova Floresta
- Olivedos
- Pocinhos
- Remígio
- Soledade
- Sossêgo

- Datos: Q765237